# Kościół w Neukünkendorfie
Kościół w Neukünkendorfie (niem. Dorfkirche Neukünkendorf) – luterańska świątynia znajdująca się w niemieckim mieście Angermünde, w dzielnicy Neukünkendorf. Filia parafii Crussow.

## Opis
Kościół wzniesiono w II połowie XIII wieku w z kamienia polnego stylu wczesnogotyckim. W XVII wieku do prezbiterium od południa dobudowano kruchtę z renesansowym szczytem. W XVIII wieku nad szczytem zachodnim wzniesiono wieżę, którą okryto tynkiem. Dzwon kościelny odlano w 1704 roku w Szczecinie w ludwisarni Johanna Heinricha Schmidta. Wnętrze zdobi XIX-wieczny ołtarz główny z wbudowaną amboną. Organy wykonał w 1852 roku Carl August Buchholz z Berlina, w 1991 roku zdemontowano je w związku z budową nowej empory, zainstalowano je ponownie po renowacji w 1993. 

## Galeria

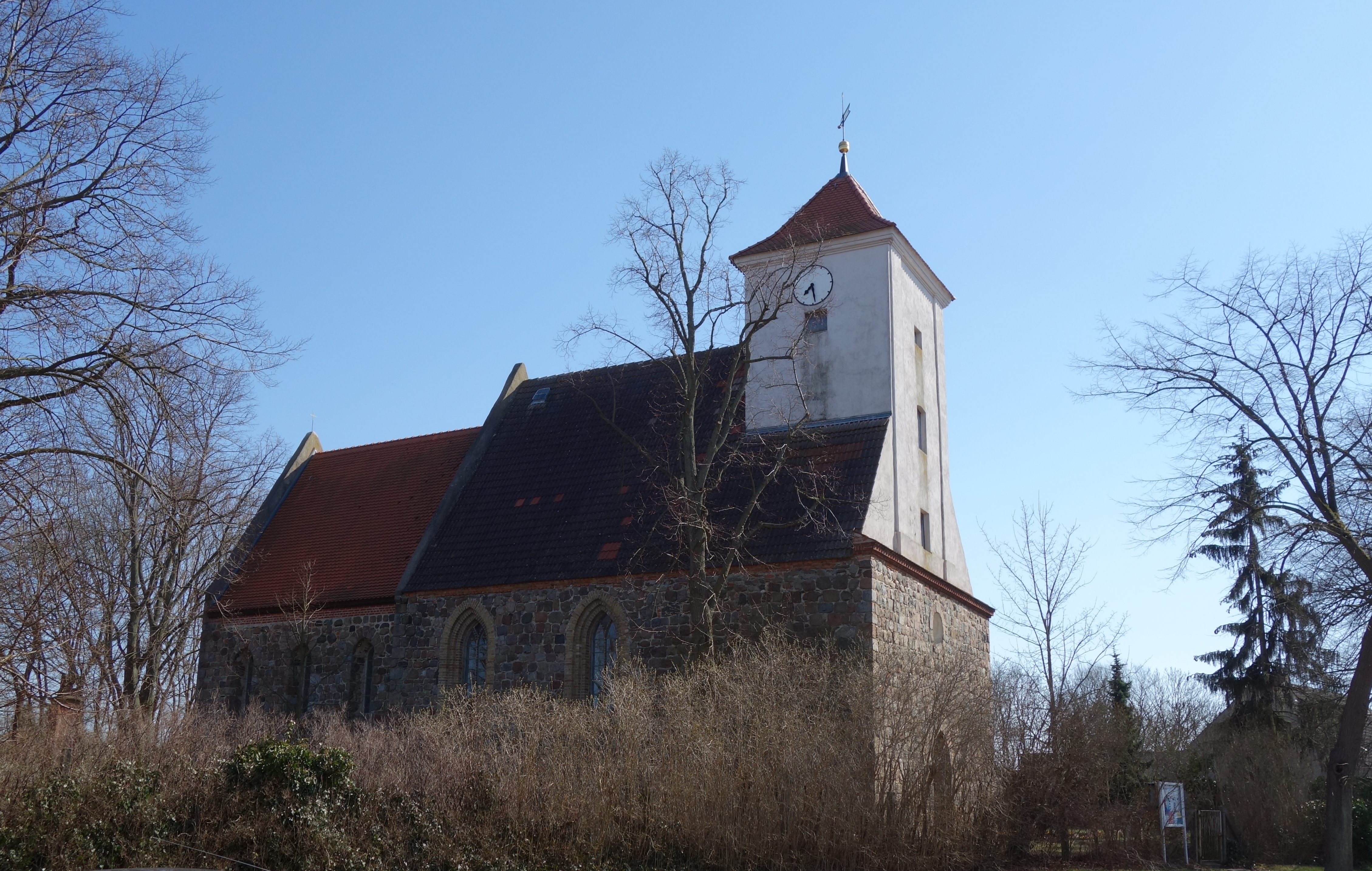
Widok z północnego zachodu
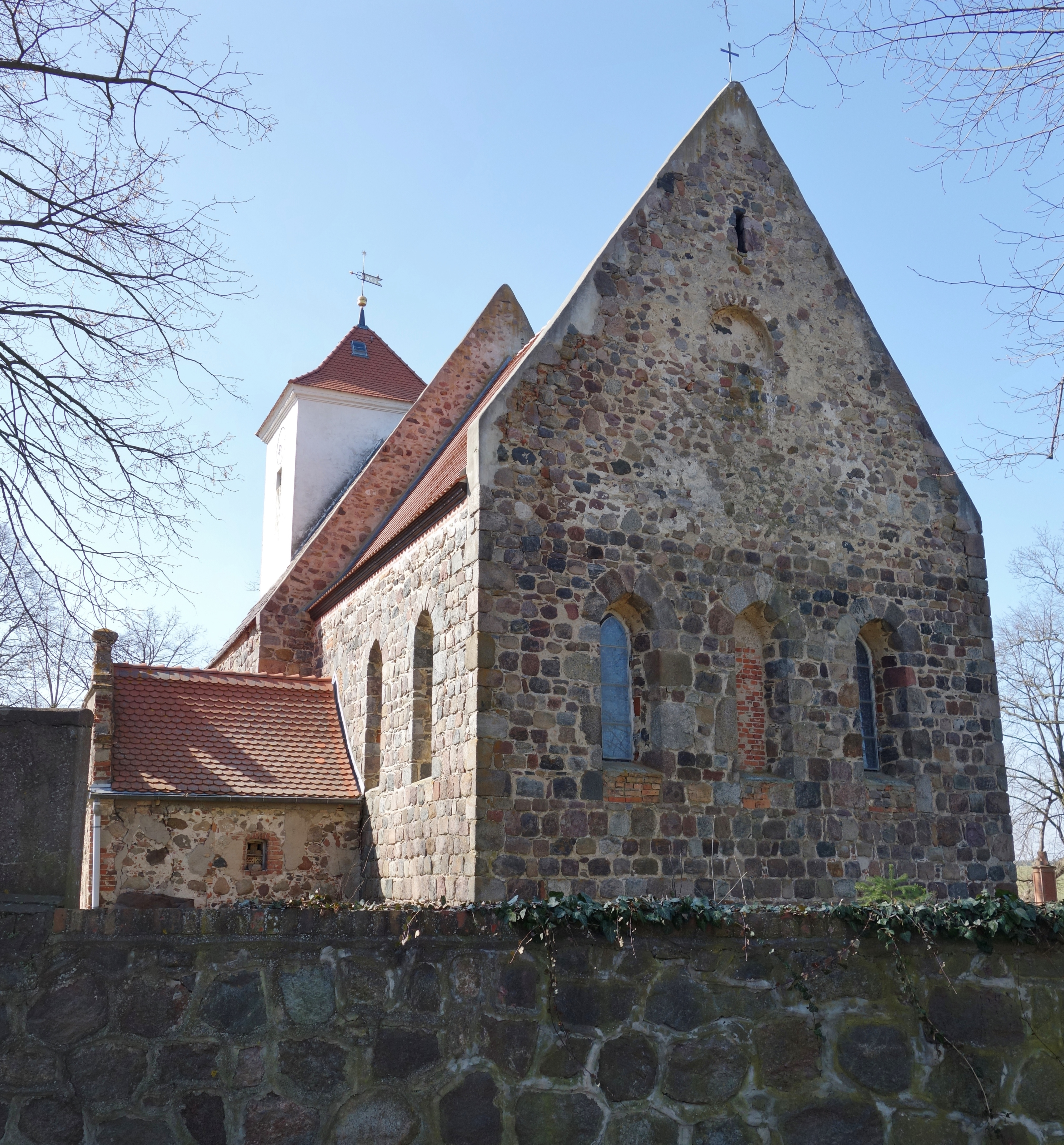
Wschodnia elewacja
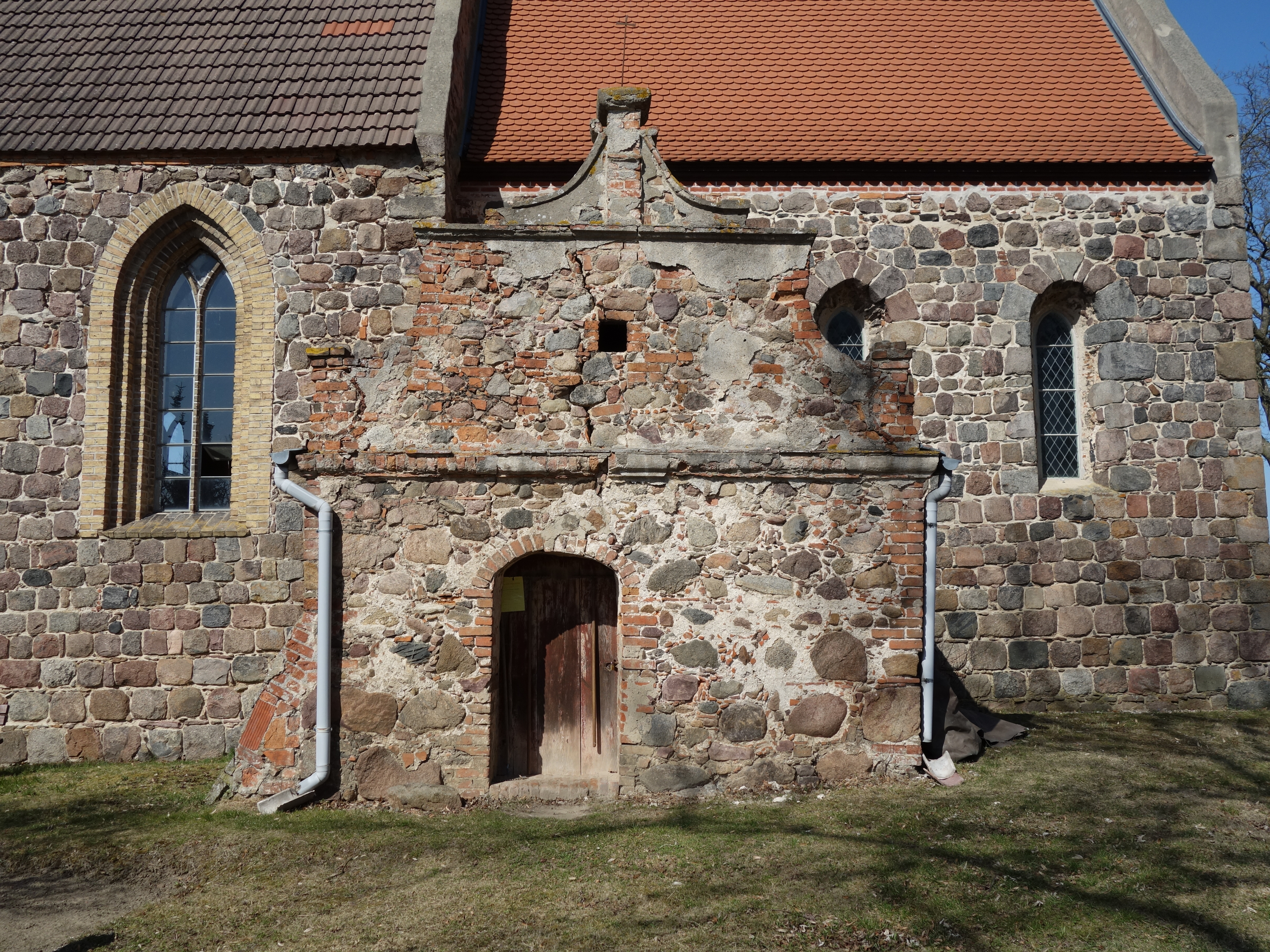
Renesansowa kruchta
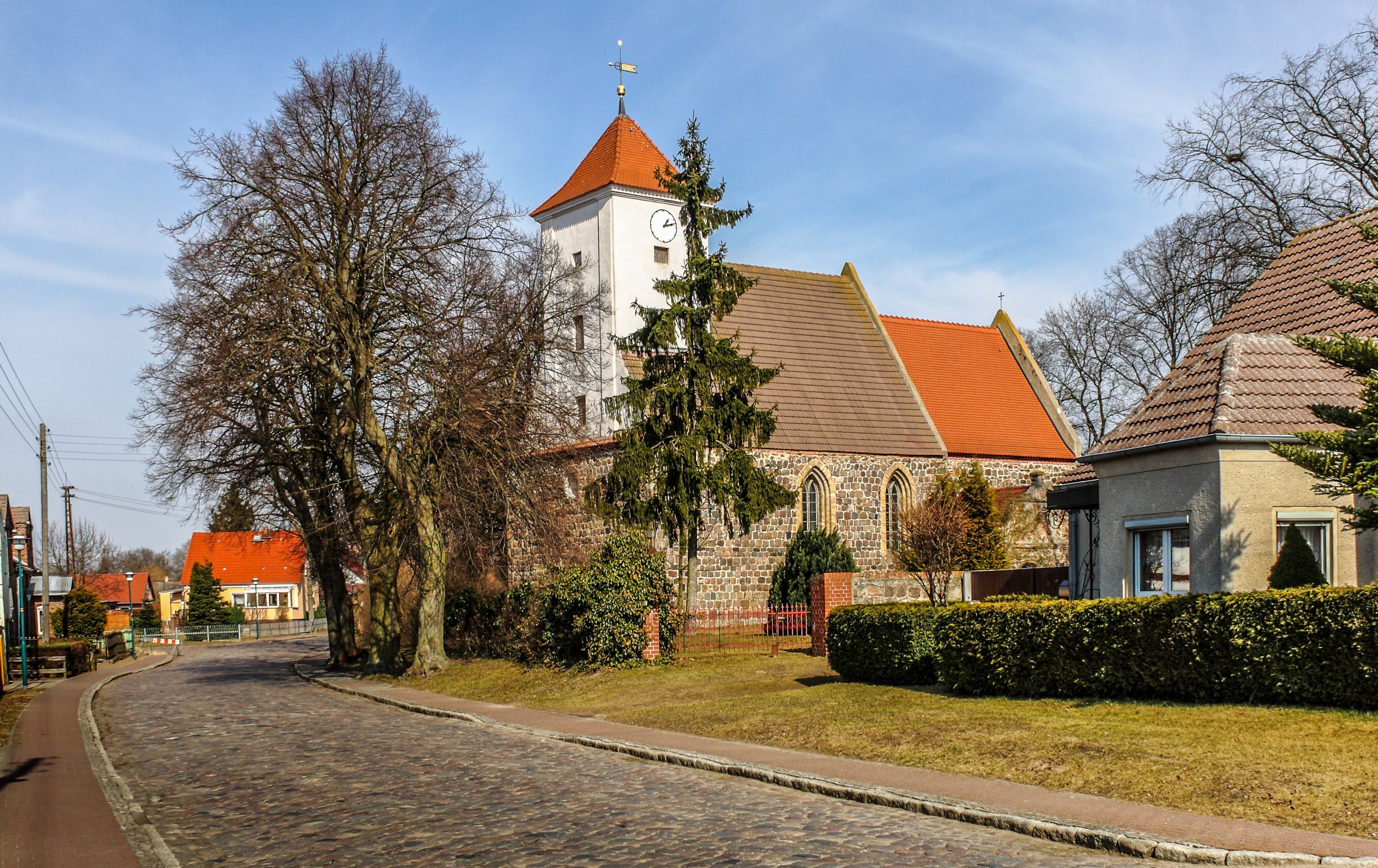
Widok z południowego zachodu
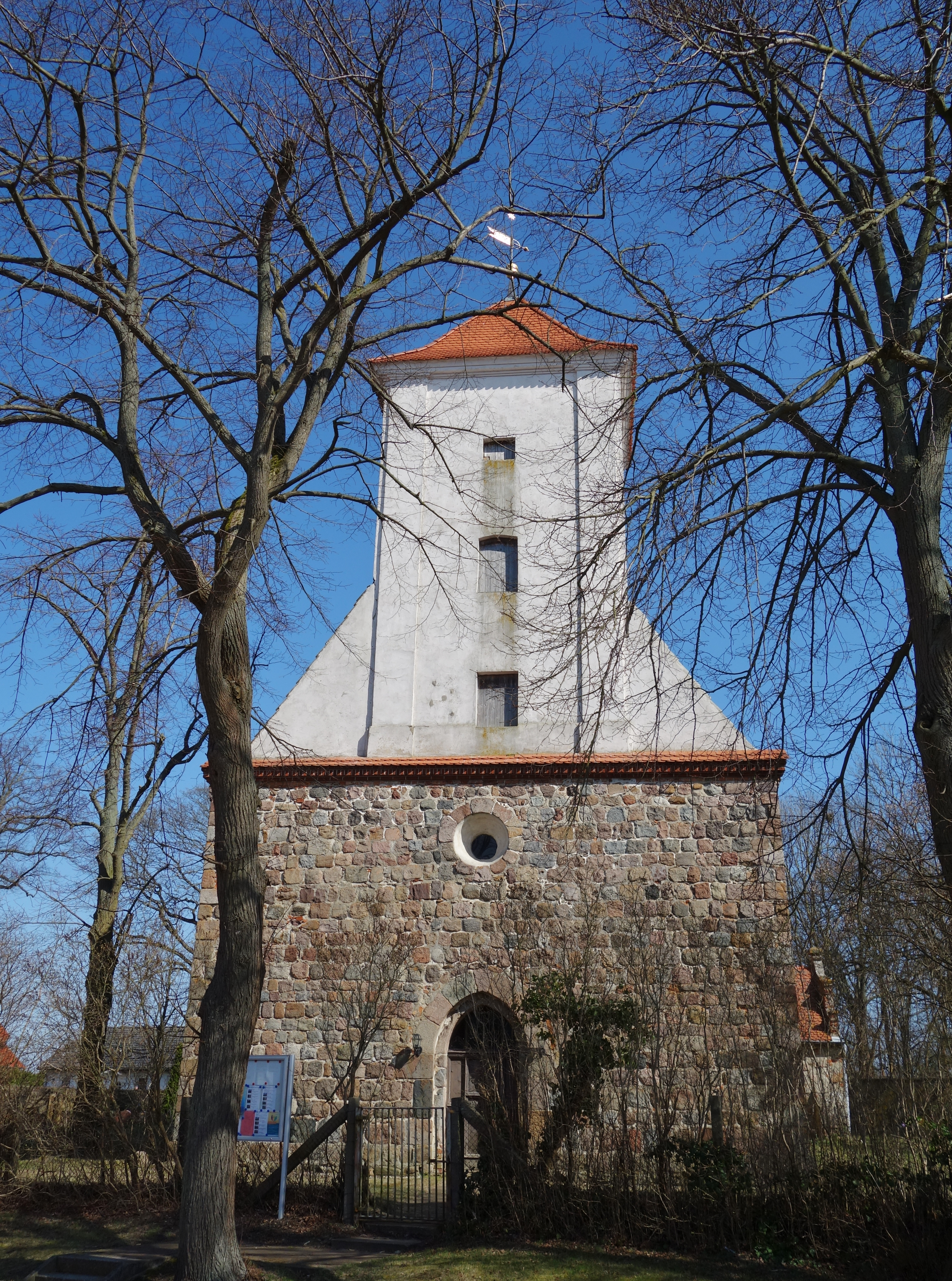
Fasada
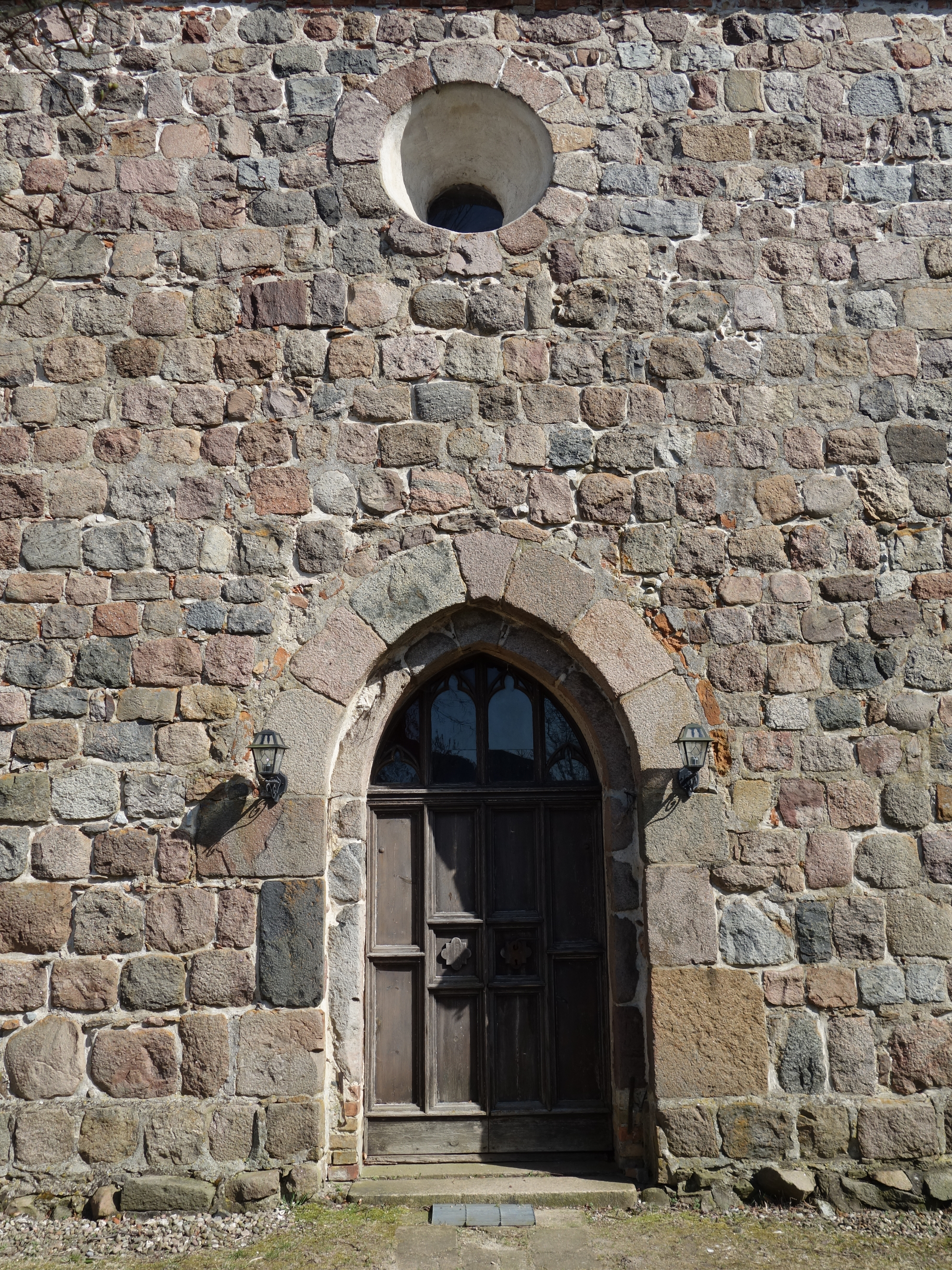
Portal główny